# Chlorarachnion
Genre
Chlorarachnion est un genre d’algues vertes de la famille des Chlorarachniaceae.

## Liste d'espèces
Selon (en) AlgaeBase : espèce 24 décembre 2019 :
- Chlorarachnion globosum K.Ishida & Y.Hara, synonyme (basionyme) de Lotharella globosa (K.Ishida & Y.Hara) K.Ishida & Y.Hara
- Chlorarachnion reptans Geitler, 1930

Selon NCBI (24 décembre 2019) et World Register of Marine Species (24 décembre 2019) :
- Chlorarachnion reptans Geitler, 1930